# 2009 en Pologne
2007 en Pologne - 2008 en Pologne - 2009 en Pologne - 2010 en Pologne - 2011 en Pologne
2007 par pays en Europe - 2008 par pays en Europe - 2009 par pays en Europe - 2010 par pays en Europe - 2011 par pays en Europe]

## Chronologie

### Février 2009
- Lundi 2 février 2009 : Le site industriel Volkswagen de Poznań arrête pour 3 jours toute sa production « faute de commandes » et devrait aussi l'arrêter du 23 au 27 février, de plus, les contrats des employés intérimaires n'ont pas été renouvelés. Les usines Volkswagen de la région de Poznań emploient environ 6 000 personnes et produisent des modèles Caddy, Caddy Max, et Volkswagen Transporter T5. En 2008, un nombre record de 176 400 véhicules ont quitté les usines de Poznań.

- Mercredi 4 février 2009 : Le Premier ministre Donald Tusk admet l'éventualité de reporter l'adoption de l'euro par la Pologne au-delà du cap qu'il avait fixé à 2012. Pour respecter ce délai, la Pologne devra d'abord entrer dans le mécanisme européen de change (ERM 2) où un pays candidat doit rester pendant deux ans avant d'adopter l'euro. Le złoty, la monnaie polonaise, s'est dépréciée fortement ces derniers temps malgré les prévisions relativement positives de croissance pour 2009, comparé aux autres membres de l'UE.

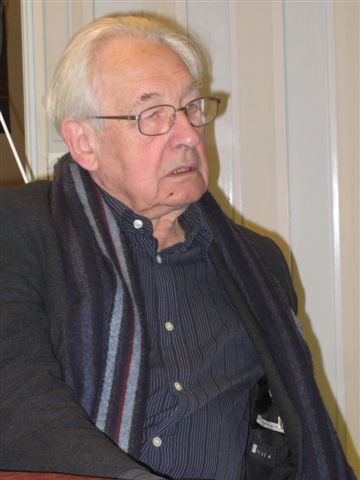
Andrzej Wajda
(Mai 2006)

- Vendredi 13 février 2009 : Le cinéaste polonais Andrzej Wajda (82 ans), annonce à la 59e Berlinale qu'il prépare un film consacré à Lech Wałęsa, son « ami », ex-président polonais et fondateur de Solidarnosc, lauréat du prix Nobel de la paix 1983 et ancien président de la république polonaise (1990-1995). Venu présenter son film « Sweet rush » en compétition pour l'Ours d'or, il a jugé qu'il était temps, vingt ans après la chute du Mur de Berlin, de rendre hommage au « héros national, quelles que soient les erreurs qu'il ait faites lorsqu'il était en fonctions » : « Je me souviens du Mur de Berlin, je me souviens des fils barbelés. Si aujourd'hui nous sommes venus d'un pays libre, c'est en grande partie grâce à lui […] Maintenant, des rumeurs et des mensonges circulent sur son compte […] Je veux le défendre et le mieux que je puisse faire, c'est de tourner un film ».

- Mercredi 18 février 2009 : Le président de la banque centrale polonaise (NBP), Slawomir Skrzypek, estime que la Pologne n'est pas prête pour engager la procédure d'adoption de l'euro. Le mécanisme européen de change ERM2 prévoit l'évolution du taux de la monnaie nationale d'un pays candidat dans une fourchette de plus ou moins 15 %, pendant deux années avant l'adoption de l'euro, alors que le zloty s'étant fortement déprécié ces derniers jours face à l'euro.

- Jeudi 19 février 2009 : Les ministres de la Défense de l'OTAN se retrouvent à Cracovie pendant 2 jours afin de parler de leurs contributions à l'effort de guerre en Afghanistan, sous la pression des États-Unis, qui ont eux-mêmes annoncé mardi l'envoi de 17 000 soldats supplémentaires.

### Mars 2009
- Lundi 9 mars 2009 : Mini-scandale politique, lorsque la chaîne de télévision privée TVN a surpris le premier ministre Donald Tusk en train de jouer au football alors que se tenait un vote parlementaire important sur les retraites.

- Lundi 23 mars 2009 : Nokia Siemens Networks, une coentreprise des deux groupes, spécialisée dans les infrastructures et les services de télécoms, annonce sa décision de créer jusqu'à 400 emplois supplémentaires dans son centre de recherche et développement à Wroclaw (sud-ouest), un des plus grands du groupe en Europe, qui emploie actuellement 1 200 personnes.

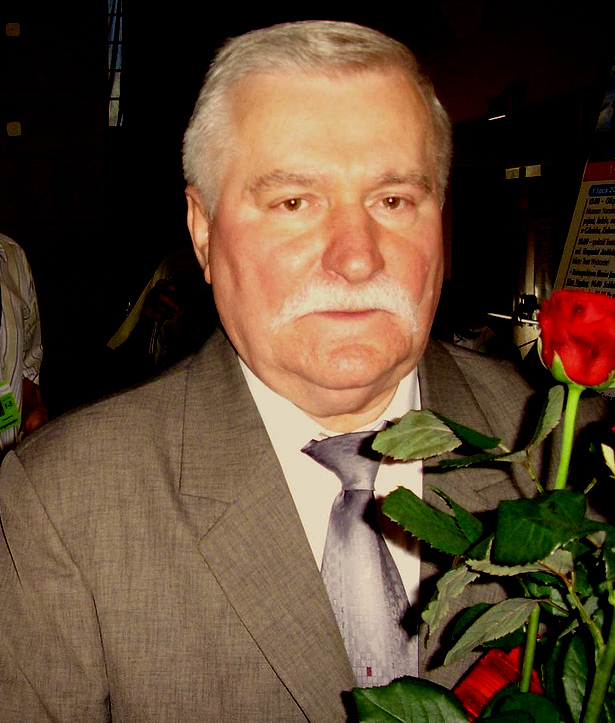
Lech Walesa
(août 2007)

- Mardi 31 mars 2009 : L'ancien président Lech Wałęsa (65 ans), prix Nobel de la paix 1983, menace de quitter la Pologne pour protester contre une biographie portant sur lui et contenant des allégations qu'il juge diffamantes faites de « calomnies inventées, dégoûtantes et barbares ». Dans le livre « Lech Walesa : l'idée et l'histoire », Pawel Zyzak, de l'Institut national du souvenir, affirme que l'ancien chef de Solidarnosc a collaboré avec la police secrète du régime communiste et qu'il a eu un fils naturel. Lech Walesa a demandé qu'une enquête soit menée sur son passé et qu'une conclusion officielle ne protège de ce type de spéculations à l'avenir. En 2000, un tribunal avait déjà lavé l'ancien chef de Solidarnosc d'accusations de collaboration. Mais des allégations semblables ont été régulièrement formulées depuis par de jeunes historiens. L'ancien président a déclaré qu'en signe de protestation, il ne participerait à aucune cérémonie publique, y compris celles prévues pour le 20e anniversaire de la chute du régime communiste en Pologne et affirme que « si ça n'aide pas, je rendrai toutes mes décorations […] et à la prochaine étape, je quitterai le pays ». Le premier ministre polonais Donald Tusk a estimé que Lech Walesa était un « trésor national » qu'il fallait protéger d'un tel opprobre[1].

### Avril 2009
- Jeudi 2 avril 2009 : Le tribunal de Varsovie condamne l'État à payer un dédommagement de 1,9 million de zlotys (425 000 euros) au bénéfice de trois filles échangées par erreur dans un hôpital il y a 25 ans et de leurs familles. Les tests génétiques ont confirmé une vérité qui s'est avérée psychologiquement dévastatrice pour les parents, tout comme pour les trois filles.

- Dimanche 5 avril 2009 : La police a interpellé 103 hooligans qui ont participé à une attaque près de Kielce contre un train transportant des supporteurs se rendant à un match à Wodzislaw Slaski (sud). 25 personnes ont été blessées dans la bagarre générale.

- Lundi 13 avril 2009 : L'incendie d'un refuge de 3 étages où vivaient quelque 70 personnes sans-abris à Kamien Pomorski (nord-ouest, près de la côte Baltique) a causé la mort de 21 personnes et en a blessé 20 autres qui avaient sautées par les fenêtres. Le président Lech Kaczynski a décrété trois jours de deuil national.

- Mardi 14 avril 2009 :
  - Une liste nominative, consultable sur le site « www.stratyosobowe.pl », publie les noms de 1,9 million de citoyens polonais qui ont péri « aussi bien dans l'holocauste des juifs que dans la résistance polonaise anti-nazie, à la suite de représailles ou dans des combats contre l'Allemagne » entre 1939 et 1945, « quelles que soient les circonstances ou le lieu de leur mort » provoquée par les nazis. La liste est accompagnée d'un appel aux internautes à y apporter des compléments ou des précisions. La réalisation du projet a été entamée en 2006 par une organisation non gouvernementale polonaise, Karta, qui recense également les pertes humaines infligées à la Pologne par le régime soviétique. Depuis fin 2008, le projet est confié pour trois ans à la fondation « Réconciliation polono-allemande », avec comme souci de « réunir plusieurs dizaines de bases de données différentes, en éliminant les doublons éventuels ». Au terme, cette liste devrait contenir quelque 3,5 millions de noms après l'intégration des archives allemandes.
  - Le ministre des Finances, Jan Rostowski demande au Fonds monétaire international (FMI) d'accéder à la nouvelle « ligne de crédit modulable » (LCM) pour la somme de 20 milliards de dollars, « ceci augmentera d'un tiers les réserves de la banque centrale polonaise NBP […] pour immuniser la Pologne contre les effets de la crise et les attaques des spéculateurs ».
  - Le président de l'UEFA, Michel Platini, félicite la Pologne pour son « bon travail » de préparatifs pour l'Euro-2012, à l'issue d'une visite de travail dans ce pays choisi pour organiser le championnat en duo avec l'Ukraine voisine.

- Mercredi 15 avril 2009 : La police démantèle un important réseau de 32 trafiquants de monnaie qui introduisait dans les pays de l'Union européenne (France, Espagne, Italie et Pays-Bas) de faux billets de 50 et 100 euros, dans le cadre d'une opération coordonnée par Europol dans la région de Lublin (est). L'imprimerie n'a pas encore été trouvée.

### Mai 2009
- Mercredi 6 mai 2009 :
  - La police démantèle un réseau de diffusion d'images pédopornographiques et interpelle 54 personnes, « saisi 84 ordinateurs, 34 disques durs et plus de 5 000 CD et DVD, ainsi que des cartes de mémoire » contenant de la pornographie infantile. Deux opérations similaires avaient permis d'interpeller 56 personnes en mars et 78 autres en février. La détention et la diffusion de films à caractère pédopornographique est passible en Pologne d'une peine allant jusqu'à 8 ans de prison.
  - Premier cas confirmé de grippe H1N1 chez une femme rentrée récemment des États-Unis.

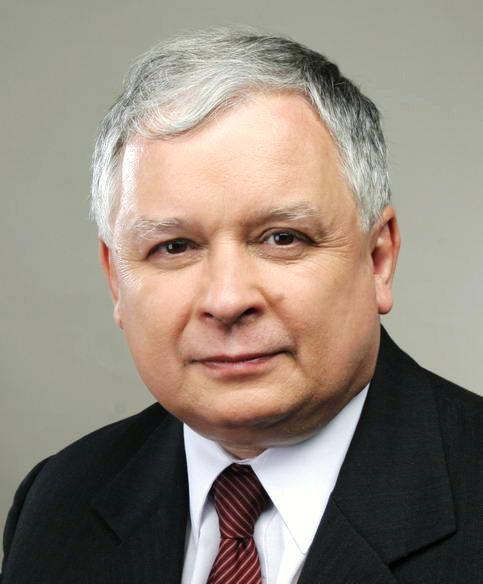
Lech Kaczyński
(septembre 2008)

- Jeudi 21 mai 2009 : Le président Lech Kaczynski se prononce contre une adoption prochaine de l'euro en Pologne, estimant qu'elle nuirait à l'économie du pays en période de crise, alors que le premier ministre libéral Donald Tusk a longtemps évoqué le cap de 2012 pour l'entrée de son pays dans la zone euro : « L'adoption de l'euro n'est certainement pas la panacée contre tous les maux provoqués par la crise. Au contraire, dans un contexte de crise mondiale et de ralentissement économique, une telle opération serait pour la Pologne très risquée […] Cet objectif est présenté comme radeau de sauvetage où l'on serait à l'abri des variations de change. Est-il vraiment sensé de renoncer si rapidement au zloty en tant que monnaie nationale qui nous donne la possibilité de mener une politique monétaire indépendante ? ». Selon le ministre polonais des Finances, Jan Rostowski, afin d'adopter l'euro en 2012 la Pologne souhaite rejoindre le système ERM2 qui prévoit que tout pays candidat à la monnaie européenne doit voir pendant au moins deux ans les variations du taux de sa monnaie nationale évoluer dans une fourchette limitée à plus ou moins 15 % face à l'euro[2].

### Juin 2009
- Mercredi 3 juin 2009 : Le chef historique de Solidarnosc et prix Nobel de la Paix, Lech Wałęsa (65 ans), appelle les Européens à revenir aux « valeurs morales », à l'occasion du 20e anniversaire des élections polonaises qui avaient sonné le glas du bloc soviétique. Selon lui, ce sont précisément ces valeurs qui avaient constitué « une arme décisive il y a vingt ans », quand Solidarnosc avait battu aux législatives du 4 juin 1989 le pouvoir communiste de l'époque : « Tirez en la bonne leçon: les valeurs morales sont plus importantes que le nucléaire, que tout […] Essayez de bâtir sur les valeurs vos solutions économiques et politiques […] Si nous réussissons, nous rendrons le monde un peu meilleur. Nous préserverons l'unité européenne, la sagesse européenne et, grâce à la solidarité, la justice européenne […] Dans le cas contraire, nous allons reculer vers des nationalismes, des protectionnismes, vers la lutte contre les minorités nationales. Cela commence déjà ».

- Mercredi 17 juin 2009 : La police a interpellé 31 personnes, dont un ressortissant suédois, dans le cadre d'un coup de filet contre un réseau international de diffusion d'images à caractère pédophile sur l'internet. 40 ordinateurs fixes et portables ont été saisis ainsi que 1 400 CD et DVD.

- Mardi 23 juin 2009 : La police polonaise annonce le démantèlement d'un réseau de trafiquants de cigarettes entre l'Ukraine et l'Italie via plusieurs pays de l'UE. 21 personnes ont été arrêtées en Pologne et 20 autres en Italie. En mai, un atelier clandestin de production de cigarettes avait été démantelé dans le sud de la Pologne. La police y avait arrêté six Polonais et six Ukrainiens et avait saisi quelque 8,5 millions de cigarettes, plus de 22 tonnes de tabac haché et une chaîne complète de production de cigarettes.

### Juillet 2009

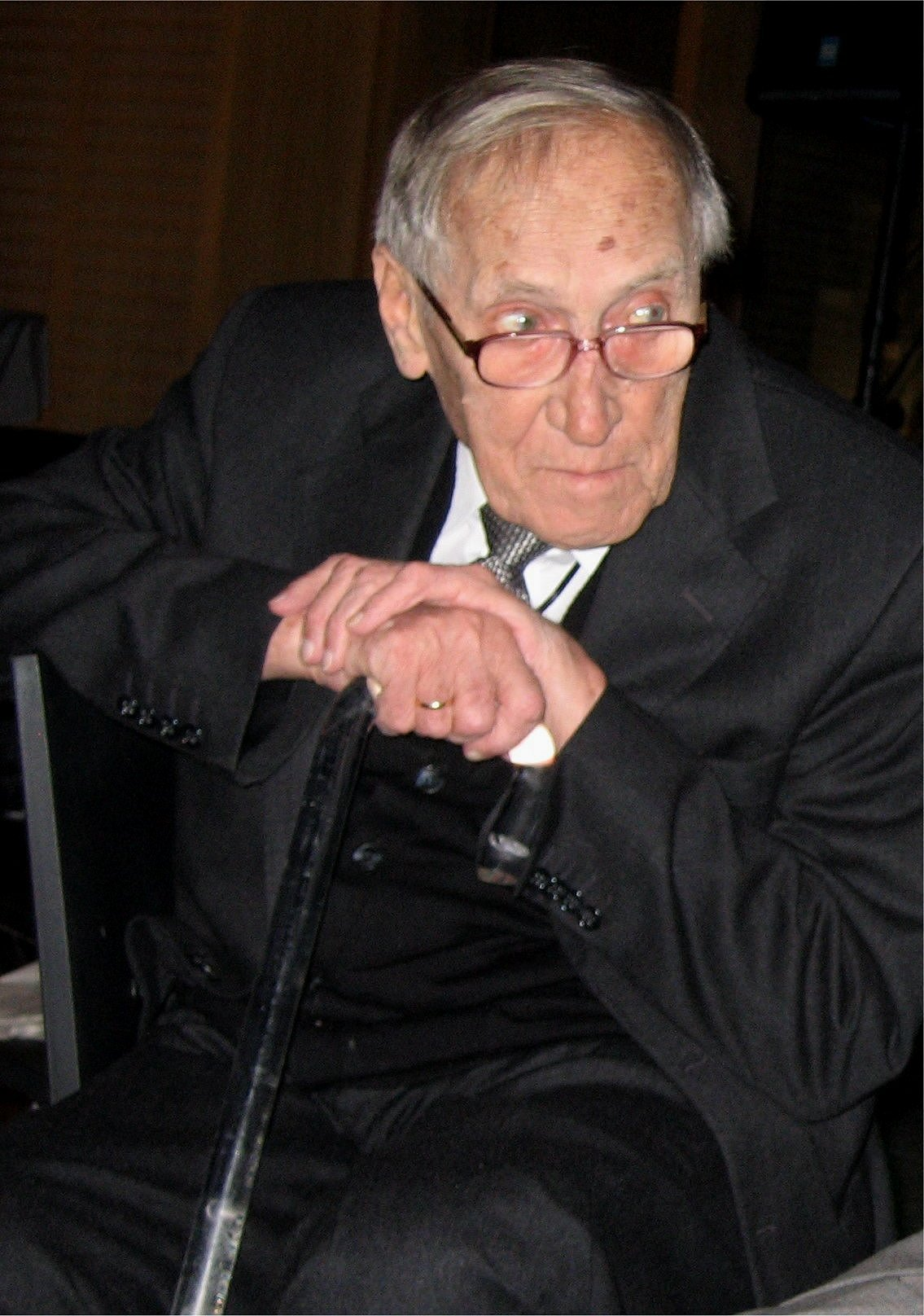
Leszek Kołakowski
(octobre 2007)

- Vendredi 17 juillet 2009 : Mort à Oxford (Grande-Bretagne) du philosophe Leszek Kołakowski (81 ans). Il était expert du marxisme, du post-marxisme et des questions de morale et d'épistémologie. Il a été un communiste convaincu avant de devenir un critique acharné du système et avait été exclu du Parti communiste polonais (POUP) après avoir dressé publiquement, en 1966, un bilan négatif du régime en Pologne.Il a publié plus de 400 livres et travaux, traduits en plusieurs langues, et a reçu de nombreux prix internationaux.

- Jeudi 23 juillet 2009 : De violents orages ont fait huit morts la plupart des décès causés par des chutes d'arbres. La zone la plus touchée se situe autour de la ville de Wroclaw (ouest).

### Septembre 2009
- Jeudi 17 septembre 2009 : Le président Barack Obama annonce l'abandon du projet d'installation d'un bouclier antimissile en Pologne et en République tchèque et son remplacement par un nouveau projet de batteries de missiles antimissiles de courte et moyenne portée. Le président Dmitri Medvedev salue cette décision comme « responsable » et le 19, la Russie renonce à déployer des missiles Iskander à Kaliningrad.